# Красногорка (Чернухинська сільрада)
Красногорка (рос. Красногорка) — присілок в Кстовському районі Нижньогородської області Російської Федерації.
Населення становить 7 осіб. Входить до складу муніципального утворення Чернухинська сільрада.

## Історія
Від 2009 року входить до складу муніципального утворення Чернухинська сільрада.

## Населення
| 2002 | 2010 |
| ---- | ---- |
| 5    | ↗7   |